# Probreviceps rhodesianus
Probreviceps rhodesianus är en groddjursart som beskrevs av John C. Poynton och Donald G. Broadley 1967. Probreviceps rhodesianus ingår i släktet Probreviceps och familjen Brevicipitidae. IUCN kategoriserar arten globalt som starkt hotad. Inga underarter finns listade i Catalogue of Life.